# 미쓰세촌
미쓰세촌(일본어: 三瀬村)은 일본 사가현 간자키군에 있던 촌이다.
2005년 10월 1일에 사가시·후지정·야마토정·모로도미정과 신설합병해 새로운 사가시가 되었다.

## 지리
사가현 북부, 센슈산지 안에 있다. 가세가와 강이 마을을 지나 동쪽의 후지정(富士町)으로 들어가는 곳에 기타야마댐으로 만들어진 기타야마호(北山湖)가 있다.

## 역사
- 1889년 4월 1일 정촌제 시행에 수반해  미쓰세촌이 성립하였다.
- 2005년 10월 1일 - 사가시, 후지정·야마토정·모로도미정과 신설합병해 새로운 사가시가 되었다.

## 교통

### 도로
- 국도 263호선